# Indozuch
Indozuch (Indosuchus raptorius) – średniej wielkości teropod (ok. 6 m długości), który żył na terenach Indii w późnej kredzie ok. 70-65 milionów lat temu (mastrycht). Podobnie jak inne abelizaury był dwunożnym drapieżnikiem o wysokiej czaszce. Opisany przez vona Huene i Matleya w 1933. Nazwa rodzajowa tego zwierzęcia pochodzi z greckich słów indos – Indie i soukhos – krokodyl, tymczasem epitet gatunkowy oznacza tyle co rabuś. Tak więc ogólnie nazwa Indosuchus raptorius oznacza tyle co "indyjski krokodyl-rabuś".

## Materiał kopalny
Lektotyp tego dinozaura jest oznaczony jako GSI K27/685 i zawiera kości czołowe oraz ciemieniowe. Paratyp znany jako GSI K27/685  składa się z niekompletnej kości łzowej, kości czołowej i ciemieniowej. Inny paratyp (GSI K20/690) zawiera dach czaszki.

## Klasyfikacja
W oryginalnym opisie indozuch został uznany za krewnego allozaurów, tymczasem Sankar Chatterjee w 1978 uznał go za tyranozauroida. Jednak ostatnie badania wskazują na abelizaurową tożsamość indozucha. Inne abelizaury to np. aukazuar czy mażungazaur. Australijski Rapator początkowo został uznany za abelizaura, jednak ostatnio sugeruje się, że jest on alwarezaurem. Abelizaurem może być także znany z Francji taraskozaur. Abelizaury były grupą dość prymitywnych teropodów o grubych i proporcjonalnie krótkich kończynach tylnych i wysokich czaszkach. Różnice w budowie czaszek abelizaurów i większości innych teropodów sugerują ich odmienną strategię żywieniową.

## Środowisko
Szczątki indozucha znaleziono w późnokredowych skałach formacji Lameta w Indiach. Inne dinozaury znane z tej formacji to między innymi zauropody jak Titanosaurus czy Isisasaurus, wiele teropodów np. Jubbulpuria. Z tej formacji znane są także odciski stóp zauropodów oraz skorupki jaj bliżej nieokreślonych dinozaurów. Jednak dużo dinozaurów znanych z tej formacji ma status nomen dubium (rodzaj niepewny), a Lametosaurus okazał się chimerą.